# 32-я общевойсковая армия
32-я общевойсковая Краснознамённая армия — объединение Сухопутных войск СССР и Вооружённых Сил Республики Казахстан, существовавшее с 1971 до 1993 года.
С июня 1991 года по апрель 1993 года объединение носило название 40-я общевойсковая армия.

## История

### История 1-го стрелкового корпуса
Предшественником объединения является 1-й стрелковый корпус (2-го формирования), созданный в сентябре 1943 года в Московском военном округе. 
В Действующей армии корпус находился с 3 сентября 1943 года в составе Калининского фронта. С октября того же года — в составе 43-й армии.
В ноябре 1943 года корпус был переведён в состав 1-го Прибалтийского фронта. В декабре 1943 года включён в состав 39-й армии.
В январе 1944 года 1-й стрелковый корпус находился в составе 43-й армии.
В декабре 1944 года корпус включён в состав 2-й гвардейской армии.
В январе 1945 в корпус был в подчинении 4-й ударной армии.
В феврале 1945 года в составе 51-й армии.
С апреля 1945 года и до окончания боевых действий в Германии, 1-й стрелковый корпус, включавший в себя 3 стрелковых дивизий, находился в составе 1-й ударной армии Курляндской группы войск Ленинградского фронта.
По окончании боевых действий в Великой Отечественной войне, в Вооружённых силах СССР начался процесс по расформированию значительного количества соединений, связанный с массовой демобилизацией военнослужащих, и процесс по переброске войск в военные округа за Уралом, для восполнения необходимого окружного комплекта войск.
Так для укомплектования Туркестанского военного округа в сентябре-октябре 1945 года в Туркменскую ССР, Узбекскую ССР и Таджикскую ССР было переброшено управление 1-й ударной армии и 2 стрелковых корпусов (1-й и 119-й корпуса) ранее находившихся в её подчинении. При этом из входивших до 9 мая 1945 года в состав 1-й ударной армии 2 из 4 стрелковых корпуса были выведены из его состава (123-й и 8-й эстонский).
В составе 1-го стрелкового корпуса переброшенного в ТуркВО входило 3 стрелковые дивизии:
- 306-я стрелковая Рибшевская Краснознамённая дивизия —  Самарканд Узбекская ССР;
- 344-я стрелковая Рославльская Краснознамённая дивизия —  Кушка, Туркменская ССР;
- 357-я стрелковая ордена Суворова дивизия — Ашхабад, Туркменская ССР.

Управление 1-го стрелкового корпуса находилось в г. Ашхабад.
30 октября 1945 года 306-я стрелковая дивизия, дислоцировавшаяся в Узбекской ССР, была передана в состав 119-го стрелкового корпуса. Взамен неё в состав 1-го стрелкового корпуса были включены соединения дислоцировавшиеся в Туркменской ССР:
- 374-я стрелковая Любанская дивизия — Чарджоу, Туркменская ССР;
- 93-я отдельная стрелковая бригада — Красноводск, Туркменская ССР.

В конце ноября 1945 года 1-й стрелковый корпус был усилен переброшенным из Львовского военного округа 5-й гвардейской механизированной дивизией, которая была создана на основе одноимённого корпуса.
В 1955 году произошло переименование двух дивизий в составе корпуса:
- 344-я стрелковая дивизия → 58-я стрелковая дивизия;
- 357-я стрелковая дивизия → 61-я стрелковая дивизия.

### История 1-го армейского корпуса
В июне 1957 года 1-й стрелковый корпус был переименован в 1-й армейский корпус. Одновременно с этим все дивизии в корпусе были переименованы в мотострелковые дивизии:
- 58-я стрелковая дивизия → 58-я мотострелковая дивизия;
- 61-я стрелковая дивизия → 61-я мотострелковая дивизия;
- 5-я гвардейская механизированная стрелковая дивизия → 53-я гвардейская мотострелковая дивизия.

В 1960 году 61-я мотострелковая дивизия была переформирована в 61-ю учебную мотострелковую дивизию окружного подчинения с последовавшим выводом из состава корпуса. Взамен выведенной дивизии в состав корпуса включили 15-ю танковую дивизию, дислоцированную в Ашхабаде.
В 1964 году 53-я гвардейская мотострелковая дивизия была переименована в 5-ю гвардейскую мотострелковую дивизию.
В 1965 году 15-я танковая дивизия была переименована в 78-ю танковую дивизию.
В связи с усилением советско-китайского раскола в конце 1960-х годов, было принято решение о повторном создании Среднеазиатского военного округа (САВО). По этой причине для укомплектования войск нового военного округа, на территорию САВО началась переброска соединений и частей с других военных округов.
Так в марте 1970 года в Казахскую ССР были переброшены управление 1-го армейского корпуса (в Семипалатинск) и 78-я танковая дивизия (в Аягуз).
6 марта 1970 года вышел Приказ Министра обороны СССР, согласно которому 1-й армейский корпус вошёл в состав САВО. В состав 1-го армейского корпуса первоначально были включены 78-я танковая дивизия и 203-я мотострелковая дивизия.
203-я мотострелковая дивизия была переброшена в Казахскую ССР в 1947 году с Дальнего Востока, где принимала участие в советско-японской войне. До 1965 года 203-я мотострелковая дивизия находилась в Семипалатинске, после чего была передислоцирована в Караганду.
При переброске 78-й танковой дивизии из Ашхабада в Аягуз, в её состав был добавлен 369-й гвардейский мотострелковый полк из состава 5-й гвардейской мотострелковой дивизии. При этом 374-й мотострелковый полк 78-й танковой дивизии послужил основой для создания 155-й мотострелковой дивизии с дислокацией штаба дивизии в н.п. Ново-Ахмирово под Усть-Каменогорском.
В 1970 году в состав 1-го армейского корпуса входили:
- Управление корпуса — Семипалатинск;
- 78-я танковая дивизия — Аягуз, Семипалатинская область;
- 155-я мотострелковая дивизия — Семипалатинск;
- 203-я мотострелковая дивизия — Караганда;
- 10-й укреплённый район — Чунджа, Алма-Атинская область.

После создания 155-й мотострелковой дивизии, за счёт выделения штатов от соединения, в Семипалатинске была сформирована кадрированная 71-я мотострелковая дивизия, которой были переданы почётные регалии и награды 71-й стрелковой Торуньской Краснознамённой дивизии. Данная стрелковая дивизия была расформирована директивой Ставки ВГК № 11095 от 29 мая 1945 года. До осени 1989 года данное соединение представляло собой воинскую часть и носило название Территориальный учебный центр подготовки резервов и хранения вооружения и техники (войсковая часть 30217). 1 ноября 1989 года приказом министра обороны СССР Территориальный учебный центр был переформирован в 5202-ю Базу Хранения Вооружения и Техники (5202-я БХВТ или в/ч 30217).

### История 32-й общевойсковой армии
После передислокации 1-го армейского корпуса в Казахскую ССР, на её основе была развёрнута 32-я общевойсковая армия, которая вместе с 17-м армейским корпусом составили основу сухопутных войск Среднеазиатского военного округа.
Точная дата создания 32-й общевойсковой армии — неизвестна. В разных источниках приводятся различающиеся сведения.
Согласно утверждению военного историка Феськова Виталия Ивановича, который в наибольшем объёме исследовал реформирование Сухопутных войск СССР в послевоенный период, 1-й армейский корпус развёртывался в 32-ю общевойсковую армию а армия сворачивалась обратно в 1-й армейский корпус не менее двух раз, в связи с чем он рассматривает историю обоих формирований в едином неразрывном контексте.
Согласно сведениям других исследователей переформирования армейского корпуса в общевойсковую армию и обратно происходило только два раза и 32-я общевойсковая армия существовала в период с 24 сентября 1981 года до 1 марта 1988 года.
В июне 1989 года произошло упразднение Среднеазиатского военного округа и вхождение его войск в состав Туркестанского военного округа.
4 июня 1991 года 32-я общевойсковая армия была переименована в 40-ю общевойсковую армию (2-го формирования). Объединение с таким номером (40-я общевойсковая армия), ранее существовало в составе Туркестанского военного округа (расформировано в марте 1989 года) и отличилось девятилетним участием в Афганской войне.
Данное переименование, произведённое для сохранения боевых традиций, вводит в заблуждение некоторых журналистов (в числе которых Виктор Баранец), которые ошибочно утверждали что 40-я общевойсковая армия участвовавшая в Афганской войне, после распада СССР отошла под юрисдикцию Казахстана:

...Не стал исключением и Краснознамённый Туркестанский военный округ (ТуркВО), Его соединения и части дислоцировались на территории Узбекистана, Туркмении, Казахстана, Киргизии, Таджикистана, а до 15 февраля 1989 года — и Афганистана.
Жестокий разлом прошёлся и по знаменитой 40-й армии, почти 10 лет воевавшей в Афганистане. Она стояла в Казахстане, который её и «приватизировал»...— Виктор Баранец
9 апреля 1993 года Президент Республики Казахстан подписал указ № 2108-XII «Об обороне и Вооружённых Силах Республики Казахстан». Согласно данному указу на основе 40-й общевойсковой армии (бывшей 32-й общевойсковой армии) были созданы Сухопутные войска Республики Казахстан.

## Командующие объединением
В списке командующих приведены как командующие 1-м стрелковым корпусом и 1-м армейским корпусом, так и командующие 32-й общевойсковой армии и 40-й общевойсковой армией (2-го формирования):
- генерал-майор Котельников Василий Петрович — сентябрь 1943 — май 1944
- генерал-лейтенант Васильев Николай Алексеевич — май 1944 — апрель 1948
- генерал-лейтенант Глинский Михаил Иосифович —	апрель 1948 — сентябрь 1950
- генерал-лейтенант Кузнецов Владимир Степанович — сентябрь 1950 — апрель 1953
- генерал-лейтенант Чирков Пётр Михайлович — апрель 1953 — январь 1960
- генерал-лейтенант Шелковой Сергей Епифанович — январь 1960 — октябрь 1963
- генерал-лейтенант Плотников Павел Михайлович — октябрь 1963 — декабрь 1965
- генерал-лейтенант Шарапов Василий Михайлович — март 1966 — июнь 1972
- генерал-лейтенант Долгополов, Иван Герасимович —  июнь 1972 — май 1976
- нет данных — май 1976 — 1980
- генерал-лейтенант Плотников, Борис Петрович — 1980—1983
- генерал-лейтенант Грязнов, Вячеслав Николаевич — 1983 — март 1986
- нет данных — март 1986 — 1987
- генерал-лейтенант Самсонов, Валерий Павлович — 1987 — сентябрь 1989
- генерал-лейтенант Рябцев Анатолий Семёнович —	сентябрь 1989 — май 1992.

## Состав объединения в 1989 году
В конце 1980-х годов 32-я общевойсковая армия имела следующий состав:
- Управление командующего, штаб армии, отдельная рота охраны и обеспечения — в/ч 41524 и в/ч 31431 (г. Семипалатинск).
- 78-я танковая Невельская Краснознамённая дивизия — в/ч 05325 (Аягуз, Семипалатинская область);
- 155-я мотострелковая дивизия — в/ч 95876 (Ново-Ахмирово Восточно-Казахстанской области);
- 203-я мотострелковая Запорожско-Хинганская Краснознамённая, ордена Суворова дивизия — в/ч 31775 (г. Караганда);
- 71-я мотострелковая дивизия кадра (Семипалатинск);
- 69-я запасная танковая дивизия кадра (Семипалатинск);
- 10-й укреплённый район (Чунджа, Алма-Атинская область);
- Территориальный учебный центр подготовки резервов и хранения вооружения и техники — в/ч 30217 (г. Семипалатинск);
- 44-я ракетная бригада — в/ч 36803 (г. Семипалатинск);
- 77-я бригада материального обеспечения (г. Семипалатинск);
- 272-я зенитная ракетная Рогачёвская Краснознамённая бригада — в/ч 97616, Аягуз;
- 645-й пушечный артиллерийский полк — в/ч 28738 (г. Семипалатинск);
- 962-й реактивный артиллерийский полк — в/ч 16572 (г. Семипалатинск);
- 935-й разведывательный артиллерийский полк — в/ч 63310 (Джамбул);
- 210-й отдельный полк связи — в/ч 44793 (г. Семипалатинск);
- 450-й отдельный вертолётный полк — в/ч 23221, Ушарал;
- 27-я отдельная вертолётная эскадрилья — в/ч 55115 (г. Семипалатинск);
- 750-й отдельный инженерно-сапёрный батальон — в/ч 58011 (г. Семипалатинск);
- 2101-й отдельный радиотехнический батальон ПВО — в/ч 26204 (г. Семипалатинск);
- отдельный инженерный батальон заграждений — в/ч 02352 (Аягуз);
- 634-й отдельный дорожно-мостовой батальон — в/ч 58001 (Талгар, Алматинская область);
- 165-я отдельная рота специального назначения ГРУ — в/ч 58001 (Аягуз);
- отдельный батальон засечки и разведки — в/ч 02109 (Усть-Каменогорск);
- ремонтно-восстановительная база — в/ч 33009 (Аягуз).